# Фотий (Щиревский)
Архимандрит Фотий (в миру Григорий Фёдорович Щиревский; 1811, Орловская губерния — 1877, Новгород-Северский) — архимандрит Русской православной церкви, духовный писатель и богослов.

## Биография
Родился в 1811 году в семье протоиерея Брянского уезда Орловской губернии.
Образование получил в Орловской духовной семинарии, откуда поступил в Киевскую духовную академию, и здесь окончил курс в 1837 году одним из первых магистров.

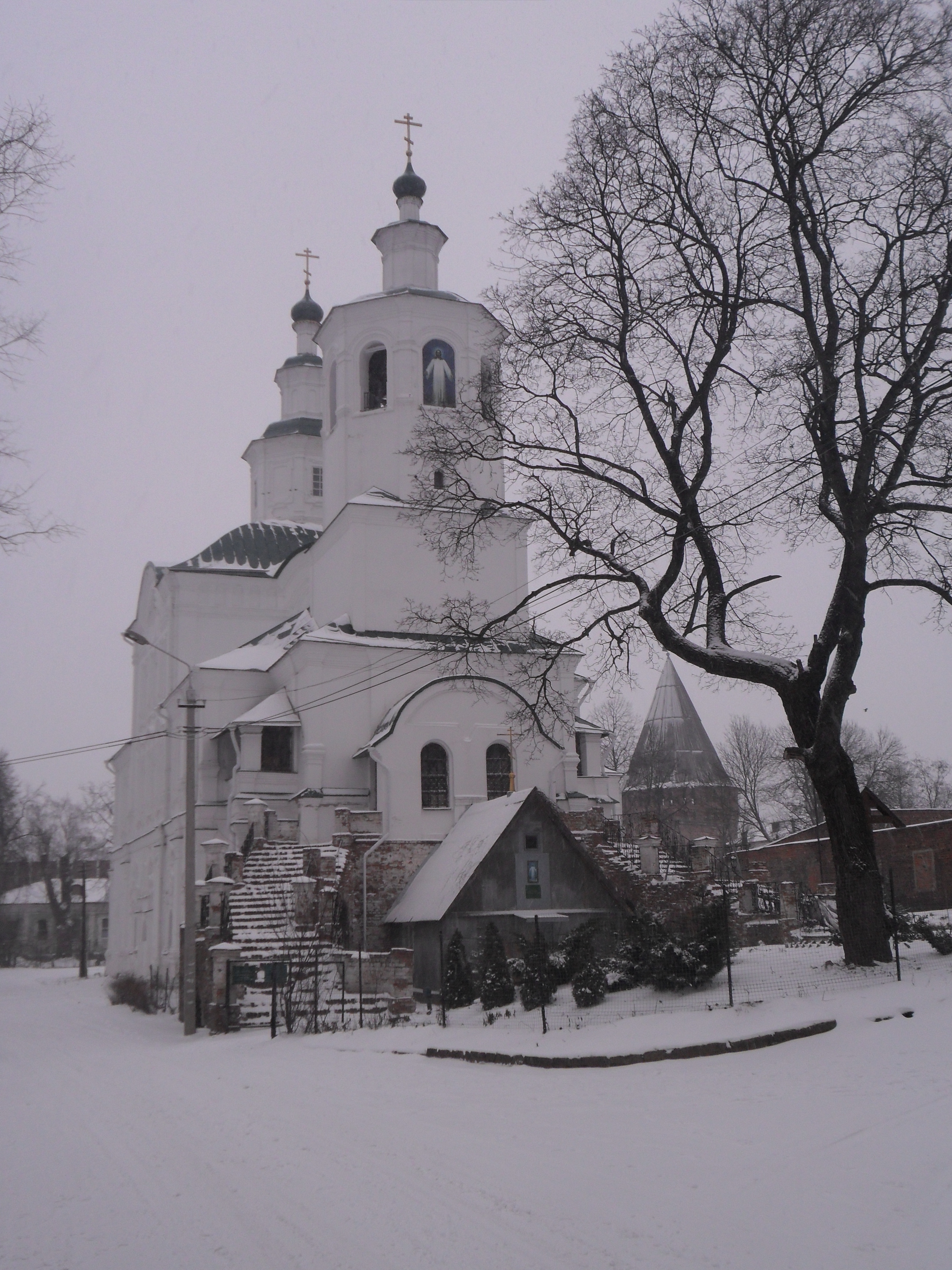
Спасо-Авраамиев монастырь (Смоленск)

1 сентября 1837 года он был определён на службу при Киевской академии бакалавром по кафедре Святого писания.
В 1838 году Григорий Фёдорович Щиревский был пострижен в монашество с именем Фотий, а три года спустя возведен в сан соборного иеромонаха.

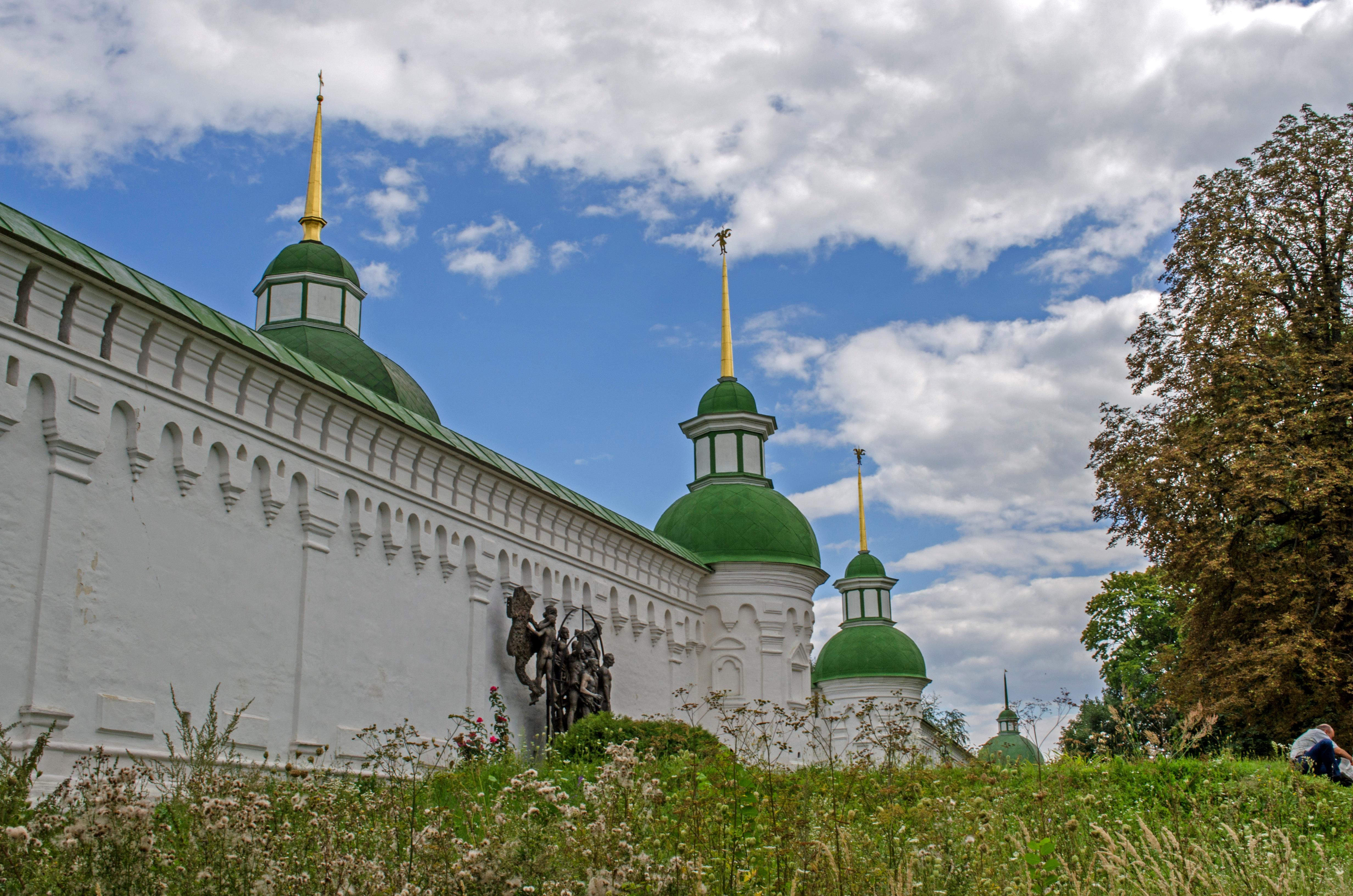
Спасо-Преображенский монастырь
(последнее пристанище Фотия)

В 1844 году Фотий был переведён в недавно открывшуюся вновь Казанскую духовную академию на должность профессора по кафедре церковного красноречия (гомилетики) и сразу занял там видное положение, как член конференции, а с 1845 года, как член внешнего правления и цензурного комитета.
В 1846 году он был определён на должность инспектора академии и 8 сентября того же года возведён в сан архимандрита, с присвоением ему лично степени настоятеля третьеклассного монастыря.
Определением Святого Синода от 25 сентября 1850 года Фотий был назначен ректором Смоленской духовной семинарии и профессором богословских наук, с званием настоятеля второклассного Спасо-Авраамиева монастыря.
Затем, в 1858 году, он был перемещён на ректорскую же должность в Тифлисскую семинарию. В 1860 году переведён ректором в Костромскую духовную семинарию и архимандритом Богородицкого Игрицкого монастыря, однако в должность не вступил.
В 1860 году назначен ректором Полтавской духовной семинарии. В 1861 году он был вызван в столицу Российской империи город Санкт-Петербург на чреду священнослужения и проповедования Слова Божия и назначен членом петербургского духовно-цензурного комитета, на каковой должности состоял до 15 декабря 1869 года, когда был уволен от службы.
Поле этого Фотий некоторое время жил сперва в Задонском, потом в Благовещенском монастыре Воронежской епархии, а в 1874 году назначен настоятелем Новгород-Северского Спасопреображенского первоклассного монастыря (Черниговской епархии), где и оставался до конца жизни.
Скончался 5 (17) ноября 1877 года.
«Русский биографический словарь» сообщал:

… он не обладал в достаточной степени практическою опытностью, необходимою для административной деятельности; не мог похвалиться и здоровьем, которое часто изменяло ему. Однако все это не препятствовало ему выступать в свете с учёно-литературными произведениями. Имя его весьма известно в духовной литературе.
В числе его публикаций:
- Слово в вечернее богослужение. — [Санкт-Петербург, 1863]. - 6 с.
- Крест Христов — бесценное сокровище наше / А. Ф. — Санкт-Петербург: тип. А. Траншеля, 1868. — 24 с.
- Правда божия в видимой природе. — [Санкт-Петербург]: тип. журн. «Странник», ценз. 1869. — 11 с.
- Святая православная церковь — любвеобильная мать и великая благодетельница наша. — Санкт-Петербург, ценз. 1866. — 10 с.
- Шествие господа Иисуса Христа на вольные страдания и крестную смерть / [Архим. Фотий]; Изд. Рус. Свято-Ильин. скита на Афоне. — Одесса, ценз. 1869. — 8 с.